# Puya boliviensis
Puya boliviensis är en gräsväxtart som beskrevs av John Gilbert Baker. Puya boliviensis ingår i släktet Puya och familjen Bromeliaceae. Inga underarter finns listade i Catalogue of Life.